# San Juan Nepomuceno (Paraguay)
San Juan Nepomuceno ist eine Stadt und ein Distrikt im Departamento Caazapá in Paraguay, 250 km von Asunción gelegen. Die Stadt hat etwa 11.000 Einwohner, der Distrikt 39.200 Einwohner. Sie wurde nach dem böhmischen Heiligen Johannes Nepomuk benannt. Im Distrikt befinden sich mehrere Nationalparks und ein Naturreservat.

## Geschichte
Im Juli 1797 stellte das indigene Volk der Charavaná an den spanischen Gouverneur Lázaro de Rivera y Espinosa ein Gesuch zur Vergabe von Land für die Besiedlung im fruchtbaren Becken des Río Tebicuary. Am 20. November 1797 wurde die neue Siedlung als letzte Jesuitenreduktion Paraguays gegründet. Am 8. Februar 1904 wurde die Stadtverwaltung geschaffen, die zunächst damit begann, Brücken über den Río Capiibari zu bauen.

## Klima
Es herrscht ein subtropisches Klima mit einer Jahresmitteltemperatur von 22 °C vor. Die Höchsttemperaturen werden im Dezember und Januar mit Werten bis 40 °C erreicht. Im Juni und Juli liegt die mittlere Tiefsttemperatur bei 11 °C. Der mittlere Jahresniederschlag beträgt 1600 mm, der auf alle Monate gleichmäßig verteilt ist.

## Wirtschaft
Der Haupterwerbszweig ist die Landwirtschaft und Viehzucht, die vorwiegend der Selbstversorgung dienen. Es wird Soja, Bohnen, Erdnüsse, Zuckerrohr, Maniok und Obst (Orangen, Pampelmusen) angebaut. Weitere Wirtschaftszweige sind der Handel und die Holzverarbeitung.

## Bildung
In San Juan Nepomuceno gibt es Filialen mehrerer Universitäten:
- Universidad Católica Nuestra Señora de la Asunción – UCA
- Universidad Nacional de Villarrica del Espírito Santo – UNVES
- Universidad San Carlos – USC
- Universidad Autónoma del Sur – UNASUR
- Universidad Internacional Tres Fronteras – UnInter
- Universidad Nacional de Caaguazú – UNCA
- Universidad Privada del Guairá – UPG

## Natur
Der Distrikt befindet sich in der Ökowaldregion Bosque Atlántico del Alto Paraná – BAAPA, die bis nach Brasilien reicht. Bis in die 1960er Jahre war der größte Teil des Gebiets mit Wald bedeckt, der aber immer mehr der Besiedlung und Landwirtschaft weichen musste. Vor 20 Jahren wurde mit der Wiederaufforstung von Eukalyptusbäumen begonnen, die jedoch hauptsächlich wirtschaftlichen Zwecken dient. Bisher sind 15.000 ha wiederaufgeforstet worden. Zu den am meisten verbreiteten Bäumen des Distrikts gehört der Lapacho, Cedrela spp., Peltophorum dubium, Pterogyne nitens und Myrocarpus frondosus. Zum Schutz der Flora und Fauna sind die Nationalparks San Rafael und Caazapá sowie das private Naturreservat Tapytá – das von der Stiftung Moisés Bertoni geführt wird – gegründet worden.